# ガブリエル・アセヴェロ
ガブリエル・アセヴェロ (Gabriel Acevero、1990年10月23日生まれ)は、メリーランド州第39下院選挙区を代表するトリニダード系アメリカ人の組織者、活動家、政治家である。 2018年11月6日、アセヴェロは得票率31％で第1位となり、同性愛者であることを公表した初のアフリカ系ラテン系アメリカ人であり、最年少の一人としてメリーランド州代議員に選出された。 アセベロは、アメリカ民主社会主義者のメンバーである。

## 幼少期の人生、教育、キャリア

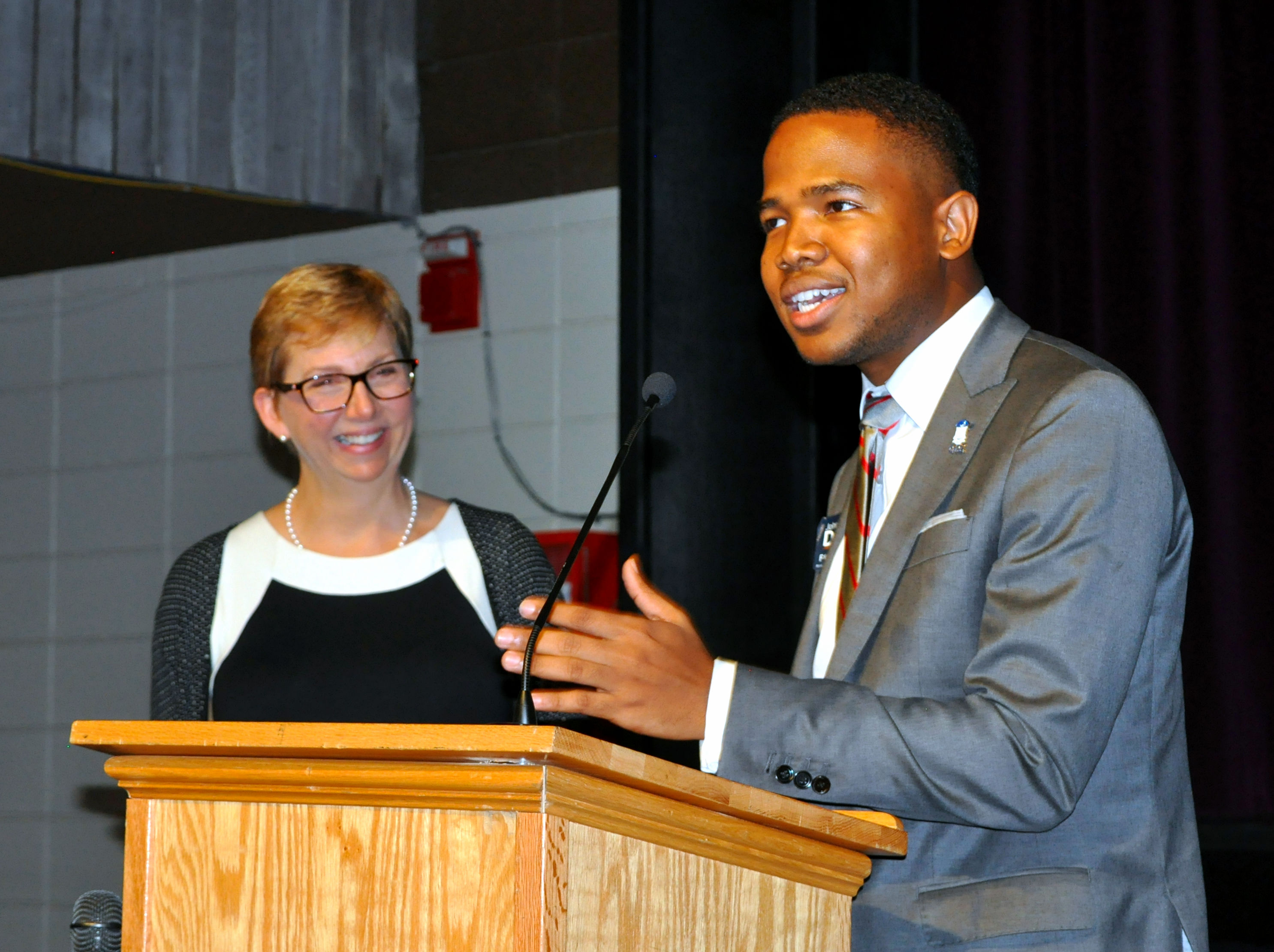
2016 年に講演するアセヴェロ

アセヴェロは、1990年10月23日にトリニダードのサンフェルナンドで産まれ、 政府職員で労働活動家のイングリッド（旧姓レン）と保険代理店のマイケル・アセヴェロの6人兄弟の末っ子である。彼の父方の家族はアフリカ系ベネズエラ人であり、母親はアフリカ系トリニダード人である。 アセベロはクーバの町で育ち、首都ポートオブスペインのリッチモンド・ストリート・ボーイズ・アングリカン・スクールに通った。 彼は 2007 年にクーバ公立中等学校を卒業し、同校のディベート チームで優秀な成績を収め、その年の後半に家族で米国に移住し、メリーランド州に定住した。 アセベロは 16 歳で大学に通い、2011 年に 20 歳でモンゴメリー大学で国際関係学の準学士号を取得し、メリーランド大学ボルチモア郡 (UMBC) で政治学の学士号を取得した。 彼は大学時代に学生活動家であり、政治運動にボランティアとして参加し、メリーランド民主党で活動していた。
アセヴェロは大学卒業後、問題のオーガナイザーとして活動し、まず2012年の第4問（メリーランド州ドリーム・アクト）と第6問（結婚の平等）のキャンペーンを成功させた（メリーランド州は両法案を投票で承認した最初の州となった）。 彼は、2015 年にメリーランド州の司法制度改革への擁護と取り組みが評価され、全国黒人正義連合(National Black Justice Coalition)によって「注目すべき黒人 LGBTQ 新興リーダー 100 人」の 1 人として認められた。
ブラック・ライヴズ・マターの活動家であるアセヴェロは、2015年にボルチモア市で起きたフレディ・グレイ暴動の際、抗議活動の組織化を支援し、参加した。アセヴェロ氏は、フレディ・グレイの死後、メリーランド州法執行官権利章典（LEOBR）の廃止を主張する活動家や団体の連合に加わった。選挙に立候補する前、彼はメリーランド州での収監活動に参加していた。
アセベロさんは15ドルを求めるメリーランド闘争に参加し、モンゴメリー郡の最低賃金引き上げを支援する低賃金労働者や地域団体を組織した。郡議会はこの法案を圧倒的多数で承認し、2017 年に署名されて成立した。
2017年12月、アセヴェロは違法なデモを行ったとして国会議事堂の階段で逮捕された活動家、労働指導者、聖職者、議員らのグループの一人だった。 この団体は、子供の頃に米国に来た不法移民（DREAMersとして知られる）のための法案を含めるよう議会に圧力をかけたいと考えていた。
同性愛者の公民権運動指導者ベヤード・ラスティンに敬意を表し、メリーランド州ロックビルの小学校の改名に至った推進にも彼は関与した。モンゴメリー郡教育委員会での証言の中で、エースヴェロは、トランプ政権が国勢調査からLGBTQを除外する決定を下したこと、そしてトランスジェンダーの兵役禁止を批判した： 「LGBTQを排除しようとする敵対的な政権が誕生し、国勢調査から外され、トランスジェンダーのアメリカ人への兵役も禁止された。今こそ私たちはLGBTQの若者を肯定する必要があり、だからこそバヤード・ルスティンはこの学校の名前として力強いのです」。モンゴメリー郡教育委員会は、校名変更を承認することを決議した。
アセヴェロは、ゲイサーズバーグ、ジャーマンタウン、クラークスバーグ、モンゴメリー・ビレッジ、ワシントン・グローブの一部を含む３議員の住宅地区で立候補した。 2018年6月26日の民主党予備選では、激戦となった予備選で3期現職のキリル・レズニク代議員と2期現職のシェーン・ロビンソン代議員を破って勝利した。 総選挙では共和党の名ばかりの対抗馬に立ち向かい、2018年11月6日に28歳で当選した。 アチェベロはジェームズ・ボールドウィンが1963年に著した『The Fire Next Time』のコピーを掲げて宣誓し、2019年1月9日に就任した。
2022年の民主党予備選では、下院選挙区の他の議員がアセヴェロ氏に代わる別の民主党員を求めて運動したが、 アセベロは再選を果たした。

## メリーランド州議会
アセベロは下院歳出委員会の委員であり、メリーランド州立法黒人議員団、ラテン系立法議員団、モンゴメリー郡代表団のメンバーでもある。

## 私生活
アセベロは同性愛者であることを公言している。

## 政治的立場

### 大麻
2022年、アセヴェロは大麻合法化の支持に投票し、HB 1「憲法改正 – 大麻 – 成人の使用と所持」に賛成票を投じた。 彼は、大麻合法化が人種に与える影響を調査し、公衆衛生基金を設立し、民事と刑事の罰則を変更し、麻薬所持の抹消手続きを設けるという、もうひとつの大麻改革法案である下院法案837に反対票を投じた民主党議員2人のうちの1人である。 アセヴェロ氏は、大麻合法化を支持する一方、「国家が前進する前に、合法化には対処する必要があると考える側面」があると信じていると述べた。 同氏は、この法案は「認可された栽培、加工、調剤事業の少数所有権に関連する真の人種的公平性を生み出すものではない」と述べた。
アセベロ議員は自身の法案HB1342「大麻の合法化と規制（大麻合法化と公平法）」を提出し、「一定年齢以上の者による一定量の大麻の所持と使用を合法化すること、大麻関連の罪に関わる特定の事件における記録の抹消、罪の免除、刑の減刑を規定すること、メリーランド州保健局と地方管轄区による大麻の販売規制制度を規定すること、州内での大麻の販売に対する課税を規定すること。 "

### 刑事司法
アセヴェロ氏は歳出委員会の委員を務めているが、主に警察改革を含む刑事司法法を導入してきた。 彼は警察官の武力行使を制限し、メリーランド州法執行官の権利章典を廃止する法案を支持してきた。
代議員としての最初のセッションで、アセベロ氏は法執行官に対する苦情調査の透明性を求めるメリーランド州公共情報法を改正する法案「アントン法」を提出した。この法案は、メリーランド州グリーンズボロで警察の拘留中に死亡した19歳のアフリカ系アメリカ人男性、アントン・ブラックにちなんで名付けられた。 2020年7月、アセヴェロ氏はアントン法を遅らせるために「強権戦術」を用いたとして地方組合指導者らを非難した。 モンゴメリー郡地方公務員団体1994（MCGEO）のジノ・レンネ会長は、アセベロ氏の法案支持に懸念を表明し、レンネ氏らからアントン法を廃止するよう圧力をかけられたとアセベロ氏が主張する会議に出席するよう要請していた。 レンヌ氏はアセヴェロ氏の告発を「大胆な嘘」と言って激しく否定した。 2021年の議会中に、メリーランド州議会は2021年メリーランド州警察責任法の一部としてアントン法を可決し、2021年10月1日に発効した。
2021年の議会中に、アセヴェロは学区が公立学校に学校資源担当官を配置するために地元の法執行機関と契約することを禁止する法案を提出した。

### 教育
2020年の議会中に、アセヴェロはメリーランド州の未来のための青写真への支持を表明した。同氏は、「私たちがここでやろうとしているのは、この州の軌道を変えることだ…教育に投資すれば、私たち全員が勝利するだろう」と述べた。 また、「米国とメリーランド州の歴史、文化、公民の発見、解釈、学習を促進するために、州教育委員会と州教育省に勧告を行うこと、2022年から毎年12月30日までに州教育委員会、知事、総会に調査結果と勧告を報告することを義務付ける」教育における歴史、文化、公民委員会を後援した。

### 健康管理
2020年の議会中に、アセヴェロ氏とジル・P・カーター州上院議員は、メリーランド州に普遍的単一支払者医療制度を確立する法案を提出した。

### 移民
2021年、アセヴェロ氏は、郡がアメリカ合衆国移民・関税執行局（ICE）と契約することを禁止する「尊厳非拘留法」の支持を表明した。 アセベロ代表は、ICEの戦術は第二次世界大戦中のゲシュタポに似ていると述べた。

### 国政
2019年12月、アセヴェロ氏はドナルド・トランプ氏の弾劾を支持するメリーランド州ゲイザースバーグでの集会に出席した。
2020年、アセベロ代議員は2020年の民主党大統領予備選でバーニー・サンダース上院議員を支持した。

### 地区再編
2019年、メリーランド州連邦地方裁判所の判決を受けて、メリーランド州第6選挙区と第8議会選挙区の境界を変更する法案の提出を共和党議員に許可する動議に対して、アセベロ氏はメリーランド州議会で唯一の反対票を投じた。 この法案は議会の終わり近くに議会に提出され、新しい境界線を引くために党派の再区画委員会を利用するという裁判所の提案に従わなかったため、アセヴェロは現状ではこの法案を支持できなかった。
2021年、アセヴェロ氏はゲリマンダリングの多用とコミュニティの分裂への懸念を理由に、メリーランド州議会全体で議会の選挙区再編計画である下院法案1に反対票を投じた唯一の民主党員となった。同氏はまた、立法区画整理諮問委員会が作成した地図をメリーランド州市民区画整理委員会が作成した地図に置き換える修正案にも賛成票を投じた。 同氏は両党の議員に対し、議会の境界線を引くための州レベルの委員会の創設を理由とする「人民のための法」を支持するよう呼び掛けた。 2022年、メリーランド州議会地図は違憲であるとの判決が下され、「判事が『極度の党派的ゲリマンダリングの産物』と呼んだ今回の選挙区変更サイクルにおいて裁判所によって取り消された初めての民主党が作成した地図」である。

### 社会問題
2019年、アセヴェロ氏は男子トイレのおむつ交換台に関する法案の作成に協力し、学校資金の問題にも取り組んだ。
2020年、アセヴェロ氏はメリーランド州で奴隷化されたアフリカ人の子孫に賠償金を分配する可能性を検討する法案を共同提案した。
2023年5月、アセヴェロ氏と代議員アシャンティ・マルティネス氏は、モンタナ州とオクラホマ州の2人のトランスジェンダー議員、ズーイー・ゼファー氏とモーリー・ターナー氏の非難を非難する書簡に署名した。

### ユニバーサルベーシックインカム
アセベロはユニバーサルベーシックインカムを支持しており、2019年の議会中に医療用および娯楽用大麻課税から得られる収入の25％を投資口座に振り向け、その利益をメリーランド州国民に比例的に与える法案を導入している。 下院法案 1089 は下院歳出委員会に付託されたが、委員会からは外されなかった。 アセベロは、このアイデアを「社会保障の一形態であり、極度の貧困に歯止めをかけるために州や連邦レベルで制定できる最も変革的な政策のひとつ」と呼び、所得格差に対抗するためにアラスカ州がこの政策を採用していることを指摘した。

## 賞と栄誉
全国黒人正義連（National Black Justice Coalition）は、2015年に「注目すべき黒人LGBTQ新興リーダー100人」の1人にアセヴェロを指名した。
アドボケート (雑誌)は、2018年6月号でアセヴェロを「プライドのチャンピオン50人」の1人に挙げた。
G-Listed は、アセヴェロを「2018 年の黒人 LGBTQ パワー 100」の 1 人に指名し、LGBTQ Nation は彼を 2018 年のお気に入り LGBTQ 候補者 10 人の 1 人に指名した。

## 参照
- アメリカ民主社会主義者の公職者の一覧（英語版）